# 中本孝
中本 孝（なかもと たかし、1942年 - 2003年）は、日本の外交官。内閣官房長官秘書官、内閣官房内閣審議官、式部副長などを経て、駐ギリシャ特命全権大使を務めた。

## 経歴・人物
東京都出身。一橋大学法学部を卒業し、1965年に外務省入省。在ジュネーヴ国際機関日本政府代表部一等書記官などを経て、1982年外務省アジア局南西アジア課長。
1984年藤波孝生内閣官房長官秘書官。1986年外務大臣官房書記官。同年在連合王国日本国大使館参事官。1988年在イスラエル日本国大使館参事官。
在イスラエル日本国大使館公使を経て、1991年外務省大臣官房外務参事官、内閣官房内閣外政審議室内閣審議官。1993年外務省大臣官房審議官。1994年経済協力開発機構日本政府代表部公使。1996年同特命全権公使。
1997年駐モロッコ特命全権大使。1999年大阪担当特命全権大使。2000年式部副長（外事総括）。2002年から駐ギリシャ兼駐サイプラス特命全権大使を務めたが、翌2003年に退任し、死去した。大阪日米協会名誉会員。